# Karoma II
Karoma II est une reine égyptienne de la XXIIe dynastie, connue également sous le nom de Karoma Méritmout. Elle est l'épouse d'Osorkon II.

## Généalogie
Les origines de la reine Karoma II Méritmout sont inconnues à ce jour. Elle porte le même nom que l'épouse de Sheshonq Ier, fondateur de la dynastie, ce qui invite à lui donner des origines libyennes et princière sans plus d'assurance. Elle épouse Osorkon II avec lequel elle a plusieurs enfants dont :
- - Sheshonq, grand prêtre de Ptah à Memphis[1],
  - Hornakht, décédé vers douze ans et dont le titre de grand prêtre d'Amon de Tanis était probablement honorifique ou peut-être prospectif[1],
  - une fille nommée Karomama comme sa mère et qui est probablement identique à la divine adoratrice d'Amon Karomama Mérytmout[1],
  - une fille Tashaâkhéper,
  - une fille Taiirmer.

Elle est connue grâce à plusieurs documents du règne de son époux ou encore contemporains des descendants de ce dernier. Ainsi sur le grand portail jubilaire que le roi fait édifier à Bubastis, la reine figure l'accompagnant lors des cérémonies liées à la Fête-Sed qu'il célébra probablement à la fin de son règne. À Memphis elle est explicitement citée sur le monument dédié à son fils le grand prêtre de Ptah, Sheshonq. Une grande statue en granit de Sésostris III, découverte à Léontopolis par Édouard de Naville, avait été réemployée et réinscrite au nom d'Osorkon II par un certain Hormès, dignitaire de la cour du roi chargé du contrôle de l'économie ou, en quelque sorte, le ministre des finances d'Osorkon. Sur le socle de cette statue royale sont inscrites les réalisations du roi dans la cité et parmi elles il est fait mention d'une chapelle édifiée en l'honneur de Karoma II par son époux, et à laquelle Hormès était rattaché. Cette mention indique clairement que la reine recevait un culte dans la cité.
Hornakht, nommé par son père grand prêtre d'Amon à Tanis, meurt jeune et est inhumé dans le caveau qu'Osorkon II s'était fait aménager dans la nécropole royale de Tanis. Pour cette occasion tragique, le roi a fait alors agrandir sa chambre funéraire en granit. Une architrave d'un ancien monument est utilisée pour creuser la cuve du sarcophage du prince et peut-être que sa mère lui offre alors le couvercle de son propre sarcophage qui est amputé de sa base car trop grand pour s'adapter aux dimensions de la petite cuve destinée à abriter la momie du jeune prince. Le décès du prince dut surprendre la famille royale car aucune sépulture n'avait été prévue pour lui et l'analyse des restes de sa momie découverte en 1940 par le Pr. Montet révéla qu'il avait alors à peine atteint l'âge de neuf ou dix ans.

## Sépulture
Comme toutes les tombes de reine de la dynastie, la sépulture de Karoma II n'est pas connue avec certitude. Cependant en 1915, une fouille clandestine sur le site de Léontopolis mettait au jour la tombe d'une reine dont le nom et le protocole ont été rapprochés de ceux de Karoma II. La tombe dont le contenu commençait à apparaître sur le marché des antiquités, est alors rapidement identifiée par le Service des antiquités égyptiennes et est finalement fouillée et étudiée. Malgré ce premier pillage elle livra un sarcophage contenant encore de nombreux bijoux ainsi que la momie de la reine et les restes de son viatique funéraire,. 
Parmi les bijoux que portait la momie, se trouvait un grand pectoral en électrum ajouré, incrusté de lapis-lazuli. La figure centrale représente le dieu Amon, à tête de bélier coiffé du disque solaire, encadré par deux déesses, Isis et Maât. Le dieu apparaît accroupi sur un bouquet de fleurs de lotus émergeant des marais. Cette scène mythologique représente la naissance du soleil, protégé par les deux grandes déesses toutes deux coiffées du disque solaire,. Outre ce chef-d'œuvre de l'orfèvrerie de la Troisième Période intermédiaire, le sarcophage contenait également un scarabée de cœur au nom de la reine, et à ses côtés plusieurs ouchebti, dont certains fragmentaires, confirment son identité royale.
Les circonstances de cette découverte étant obscures, seule une partie des objets que contenait cette tombe ont pu être retrouvés et sauvegardés au Musée du Caire. Les faits en revanche ne permettent plus de retrouver avec certitude le lieu de la découverte désormais perdu sous les cultures qui ont rongé le tell de Léontopolis depuis. L'identification de cette reine donne lieu à plusieurs interprétations et elle est parfois donnée pour être l'épouse de Takélot II, parfois pour celle d'Osorkon II,, ce que la mention de la statue du roi trouvée sur le site, indiquant que son épouse recevait un culte à Léontopolis ainsi qu'un bloc portant le cartouche d'Osorkon II trouvé dans une chambre annexe de la tombe pourraient confirmer avec raison.
Quoi qu'il en soit, la présence de cette tombe royale confirmerait que les reines de la dynastie possédaient leur nécropole ailleurs qu'à Tanis, à moins que la cité de Léontopolis ne soit la ville d'origine de Karoma II ce qui expliquerait qu'elle y est attestée, y recevait un culte et peut-être y a été inhumée.